# مانويل لوجان
مانويل لوجان الابن (بالإنجليزية: Manuel Lujan, Jr.)‏‏ (12 مايو 1928 - 25 أبريل 2019) هو سياسي من الولايات المتحدة الأمريكية. كان عضوًا في الحزب الجمهوري.

## روابط خارجية
- مانويل لوجان على موقع مونزينجر (الألمانية)
- مانويل لوجان على موقع إن إن دي بي (الإنجليزية)